# 이집트 축구 협회
이집트 축구 협회(아랍어: الاتحاد المصري لكرة القدم, 영어: Egyptian Football Association, EFA)는 이집트의 축구를 관장하는 기관으로 1923년부터 FIFA의 회원국으로 CAF의 창립 회원국으로 이집트 축구 리그 시스템의 관할권을 가지고 있으며, 남녀 대표팀을 관장하고 있다. EFA 본부는 카이로 게지라에 위치해 있으며, EFA는 준프로 이집트 2부 리그를 하위 지역 리그와 함께 리그 시스템의 3, 4부 리그로 구성하고 있다.

## 논쟁
기독교인들은 이집트 인구의 약 10~20%를 구성하는데, 그들 중 대다수는 콥트 정교회 신자들이다. 그러나 국가대표팀에는 기독교인을 대표하는 선수가 없다. 게다가 이집트 프로 리그의 540명의 명단에 있는 전체에 기독교인들이 없다. 이 차이는 국가 리그 전체에 걸쳐 클럽들의 유소년 수준에서 젊고 재능 있는 기독교인 선수들을 받아들이는 것에 대한 편견 때문인 것으로 생각된다. 이 차이는 많은 기독교인들이 국가대표팀에 의해 대표되는 것을 느끼지 못하는 결과를 낳았다.
이집트 국가대표팀에서 기독교인들을 제외한 것뿐만 아니라 리그에서 의도적으로 제외시킨 것에 대해 친 기독교 단체인 콥트 연대가 FIFA에 제기한 불만들이 있다. 비슷한 불만은 콥트 연대가 국제 올림픽 위원회에 이집트의 올림픽 팀들에 기독교인들을 제외시킨 것에 대해 제기한 것이다. 그 제외는 콥트 기독교인들에 대한 체계적인 박해로 인용된다. FIFA와 IOC는 이러한 불만들을 조사하기 위해 조치를 취하거나 독립적인 연구를 수행하지 않았다.

## 같이 보기
- 이집트 프리미어리그
- 이집트 축구 국가대표팀
- 이집트 여자 축구 국가대표팀